# Jakub Sedláček (hockeista su ghiaccio)
Jakub Sedláček (Zlín, 5 aprile 1990) è un hockeista su ghiaccio ceco, di ruolo portiere.